# SCR-268

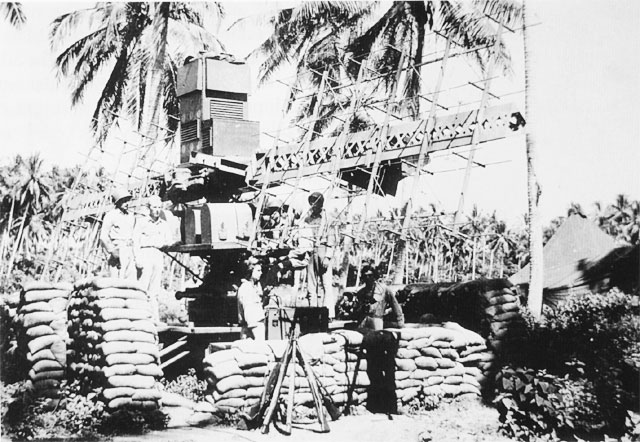
ガダルカナルに設置されたSCR-268,1942年8月

SCR-268(Signal Corps Radio no. 268,通信隊無線機268号)はアメリカ陸軍初のレーダーシステムである。これは正確な照準能力と自動追尾システムおよび対空サーチライトの指揮などを行うために開発された。
このシステムは第二次世界大戦終結ごろにはすでに時代遅れのものと考えられており、ティザード使節団によりアメリカ合衆国に提供されたマグネトロンを用いた類似のより正確なSCR-584マイクロ波レーダーに代替されていた。
通信隊はレーダーの着想をニュージャージーのフォート・モンマスにある通信隊研究所にてウィリアム・R・ブレア大佐指揮の下に1920年代からすでに実験を続けていた。通信隊の研究は多くが当時一般的なアイディアであった赤外線探知システムが中心であった、第二の新世代型探知機であるマイクロウェーブレーダーも小規模な研究計画として続けられていた。低いジェネレーター効率と距離測定能力の欠如はこれらの研究を利用不能なものとしてしまっていた。
1935年、研究の新参者の一人ロジャー・B・コルトンはアメリカ海軍のCXAMレーダー計画へ技術者を送るよう説得した。海軍の計画は1920年代初頭から海軍研究所にてアルバート・H・テイラーとレオ・C・ヤングが運営する研究に牽引されていた。ウィリアム・C・ハッシュバーガーは正式に彼らが何を行っているか見に行き、それらの非常に実用的なレポートを持ち帰った。彼らは予算獲得のためこのような装置を欲している部署を探し、ついに1936年2月1日正式に雨天・霧・煙などを貫いて15,000ヤード(約14キロ)の射程を持つ自動照準システムの要望を沿岸砲兵司令官から受け取った。
通信隊指揮官のジェームズ・B・アリソンの支援を得て小額の予算をかき集め他の計画からいくらか掠め取とった。1936年12月試作機を稼動させ改良を続けた。1937年5月26日、試作機は納得させられるデモンストレーションを行えるようになった。B-10爆撃機を標的に10マイル(16km)先から問題なく捕捉した。このレーダーは観測データをサーチライトの操作チームに送り爆撃機とみなされる場合はそれを中心に光線を放つ。目標は問題なく撃破されデモンストレーションは非常に印象的なものとなった。
長距離早期警戒レーダーの優先順位が上がり試作機のパーツがSCR-270に再利用され少しばかり開発が遅れた。それでもこのシステムの生産はウェスタン・エレクトリックにて1939年にSCR-270と同時に開始された。このレーダーが制式配備されたのは1940年で3,100機が終戦までに生産された。

## 仕様
SCR-268アンテナシステムは3つのグループに分けられた多数の双極子によって構成され、それぞれが受動反射機の前方に指向可能な十字に装着される。この十字は大型の土台に直立した短い脚柱とその中心から左右に垂直に伸びる柱によって構成され、さらにそこから複数の十字に交差する腕が並列するように生えている。このアンテナシステムは幅およそ12メートル、高さおよそ3メートルであった。柱と腕はともに軸を中心に回転し目標の高さと距離をそれぞれ測定する。
背部から見て腕の左側は角度に高感度で、高さに鈍感になるよう双極子が配置されている。これは横方向に6つ、縦方向に4つの双極子を配置された。他方、右側は同様だが小型にして縦方向に敏感で横に鈍感にするように小九十度回転させて配置してある。こちらは横方向に2つ、縦方向に6つの双極子で構成される。